# Bendorf (Mayen-Koblenz)
Bendorf este un oraș situat între Koblenz și Neuwied, în districtul Mayen-Koblenz , landul Rheinland-Pfalz , Germania.
1. ↑   https://www.bendorf.de/verwaltung-rat/rathaus-online/der-buergermeister/, accesat în 8 martie 2025 Lipsește sau este vid: |title= (ajutor)
2. ↑  Alle politisch selbständigen Gemeinden mit ausgewählten Merkmalen am 31.12.2018 (4. Quartal) (în germană), Statistisches Bundesamt[*], arhivat din original la 10 martie 2019, accesat în 10 martie 2019